# Lac Normandy
Pour les articles homonymes, voir Normandy.
Le lac Normandy, en anglais Normandy Lake, est un lac de barrage dans l'État américain du Tennessee. Il est situé à une altitude de 267 m dans les comtés de Bedford et Coffee.